# Dom mieszczański nr 45 w Vranovie
Dom mieszczański nr 45 w Vranovie – zabytkowy dom w mieście Vranov nad Dyjí.
W centrum miasta znajduje się późnośredniowieczna kamienica z zachowanymi elementami architektury renesansowej i barokowej. Na parterze zachowały się sklepienia krzyżowe,  dwa wtórnie osadzone herby pod nimi współczesne datowanie - rok 1524 w szczycie fasady. Obiekt jest jednym z najstarszych zabytków w miejscowości. Obecnie Hotel pod Zámkem.

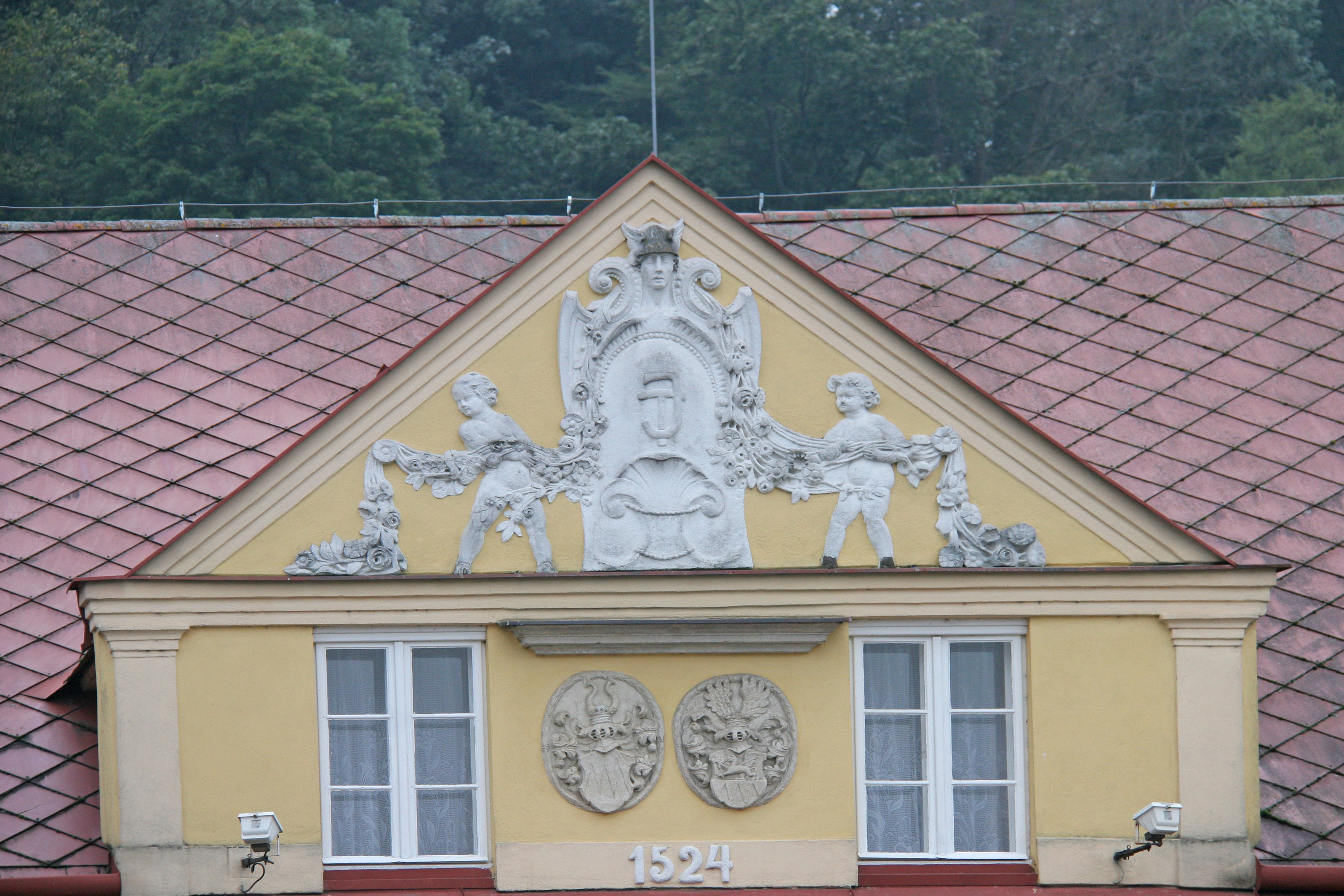
Kartusz z herbami
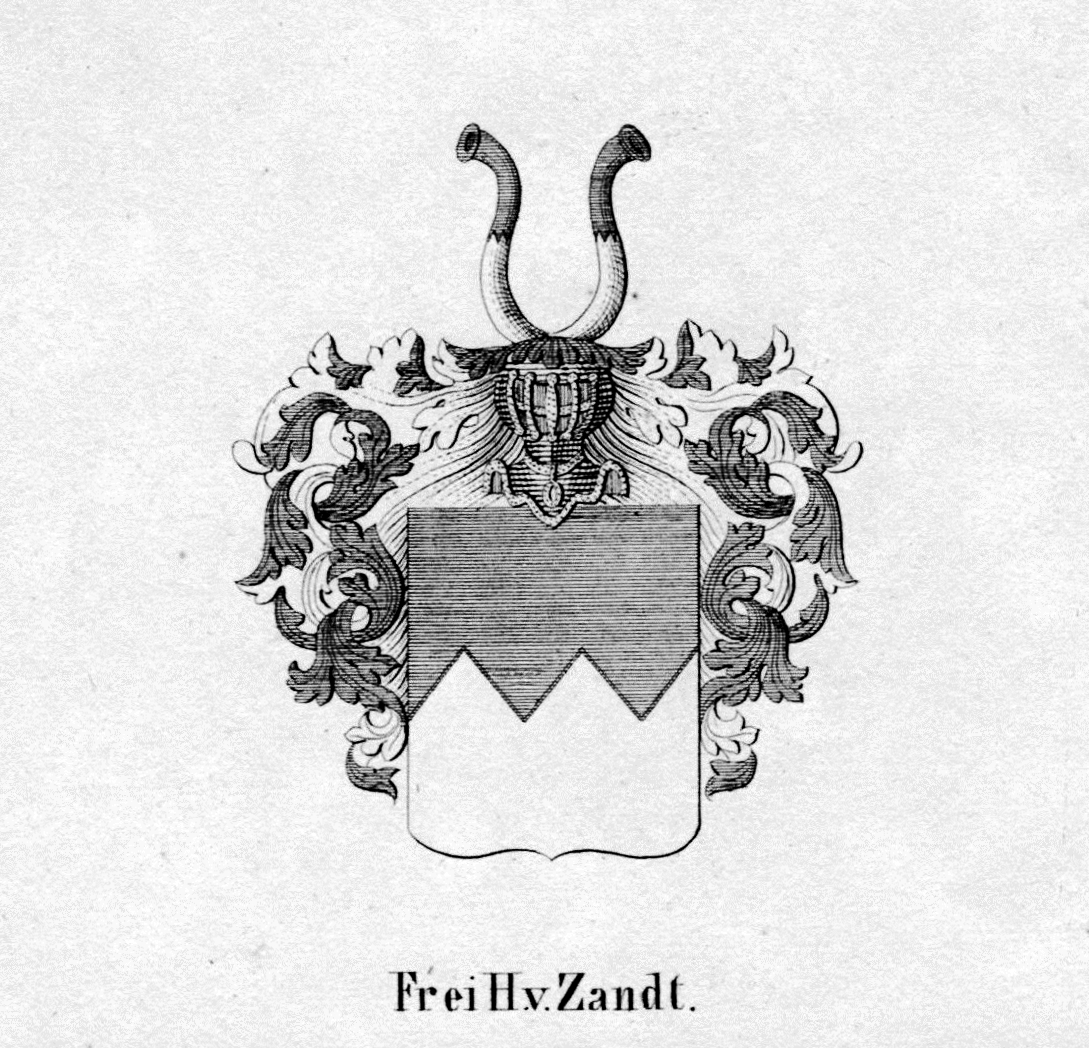